# アクリロイルCoAレダクターゼ (NADPH)
アクリロイルCoAレダクターゼ (NADPH)（acrylyl-CoA reductase (NADPH)）は、次の化学反応を触媒する酸化還元酵素である。
プロパノイルCoA + NADP+ {\displaystyle \rightleftharpoons } アクリロイルCoA + NADPH + H+
反応式の通り、この酵素の基質はプロパノイルCoAとNADP+、生成物はアクリロイルCoAとNADPHとH+である。
組織名はpropanoyl-CoA:NADP+ oxidoreductaseである。